# Ravno (Czarnogóra)
Ravno (cyr. Равно) – wieś w Czarnogórze, w gminie Plužine. W 2011 roku liczyła 25 mieszkańców.